# Oude begraafplaats van Naarden
De oude begraafplaats van Naarden, ook Algemene Begraafplaats Amersfoortsestraatweg, is een algemene begraafplaats uit 1830, gelegen aan de Amersfoortsestraatweg 337 in toentertijd al gemeente Bussum, maar was bestemd om de doden te begraven van de nabij gelegen gemeente Naarden en is als geheel een rijksmonument.

## Historie
Bij Koninklijk Besluit van 1825 was het verboden om overledenen nog langer te begraven binnen de bebouwde kom van een gemeente, of in kerken. De Oude Begraafplaats van Naarden werd daarom geopend in 1830. Deze locatie van de begraafplaats lag net voldoende uit het schootsveld van de vesting Naarden.
Aangezien Bussum toen als jonge gemeente geen eigen begraafplaats had werden ook inwoners uit Bussum en omgeving hier begraven.

## Ontwerp
In het ontwerp van de begraafplaats, naar ontwerp van de boomkweker J. Jurrisen, is het vorm van een Latijns kruis te herkennen. De begraafplaats is rechthoekig van vorm, met formele strakke gangpaden. De oudste graven bevinden zich vooraan links van de hoofdlaan. De begraafplaats is later linksachter uitgebreid, naast het karakteristieke Baarhuisje, dat aan het einde van de hoofdlaan staat. Het beschikbare terrein werd verdeeld in twee grafvelden, een voor de hervormde gemeenschap en één voor de katholieken. Later was in 1847 naast de algemene begraafplaats aan de Amersfoortsestraatweg op de zogenaamde Tollenkamp, een eigen begraafplaats voor de Naardense rooms-katholieken tot stand gekomen.
In de rechterhoek achteraan van de begraafplaats, met aparte toegangshek, ligt de Joodse begraafplaats, eveneens aangelegd in 1830.

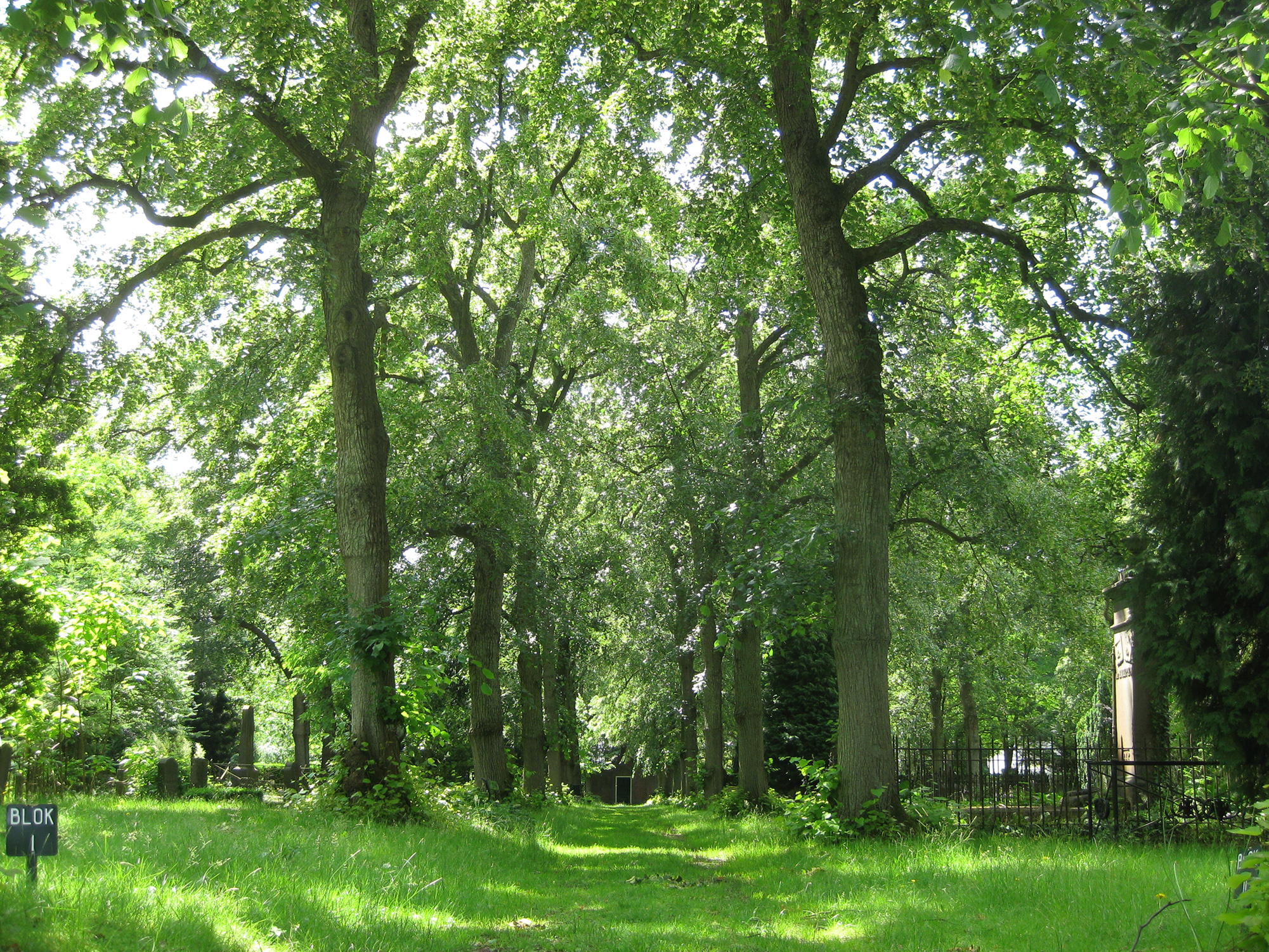
Oude begraafplaats Naarden, hoofdlaan

## Grafmonumenten
Op de begraafplaats zijn grafmonumenten te vinden uit verschillende stijlperioden. Meest in het oog springend is de neogotische grafkapel uit 1865, boven de grafkelder van de familie Dudok van Heel. Een aantal van deze graven met daarbij horende hekwerken zijn aangemerkt als een rijksmonument.

## Huidige status
Nadat in de loop van de tijd de begraafplaats vol was, werd er in Naarden en Bussum een nieuwe algemene begraafplaats opgericht om de overledenen te kunnen begraven.
In 2000 is de Stichting tot beboud van de Oude Begraafplaats Naarden opgericht om verder verval van de begraafplaats met zijn historische grafmonumenten te voorkomen. Op beperkte schaal is het door het aflopen van grafrechten, weer mogelijk om begraven te worden op deze plek.

## Bekende begraven inwoners
Een enkele bekende inwoner heeft hier zijn laatste rustplaats. Waaronder :
- Clinge Doorenbos (1884-1978), artiest
- G.C. Fabius (1815-1887), oud-burgemeester van Naarden en Muiden
- Abraham Dudok van Heel (1802-1873), Nederlands industrieel
- dr. B.J.R. van Hasselt (1806-1864), oud-burgemeester van Naarden en stadsgeneesheer
- Pieter Hoytema van Konijnenburg (1868-1929), oud-burgemeester van Naarden
- J.P. van Rossum[4] (1778-1856), een voormalige suikerhandelaar en handelaar in tabak, in de 19e eeuw grootgrondbezitter in de regio en bewoner van Buitenplaats Berghuis
- Johan Schoonderbeek[5] , (1875-1927) oprichter van de Nederlandse Bachvereniging
- Dirk Tersteeg (1876-1942), Nederlands tuin- en landschapsarchitect
- Floris Vos (1871-1943), prominent Erfgooier en kortstondig Kamerlid
- Margreet Barones C.B. van Voorst tot Voorst - Freutel[6] (1963-2020), inwoner Brediuskwartier
- Dirk Witte (1885-1932), liedjesschrijver
- J. van Woensel Kooy (1878-1903), eigenaar van landgoed en modelboerderij Oud Bussem
- Suzanna M. van Woensel Kooy (1875-1934), Nederlands Evangeliste, dichteres en dirigente
- A. L. de Roeper (1824-1893), oud-burgemeester van Bussum (1850-1851) en gemeentesecretaris van Naarden in 1851, nadien wethouder en raadslid.

### Nederlandse oorlogsgraven
- Fritjof Dudok van Heel, Semarang, NOI 19-04-1918, Leusderheide 29-07-1943
- Willem Rooseboom, Den Haag 28-09-1916, Sirjansland 10-05-1940
- Tjeerd van der Veer, Wonseradeel 20-11-1890, Amberg, Stadtkreis Amberg 02-07-1945[7]

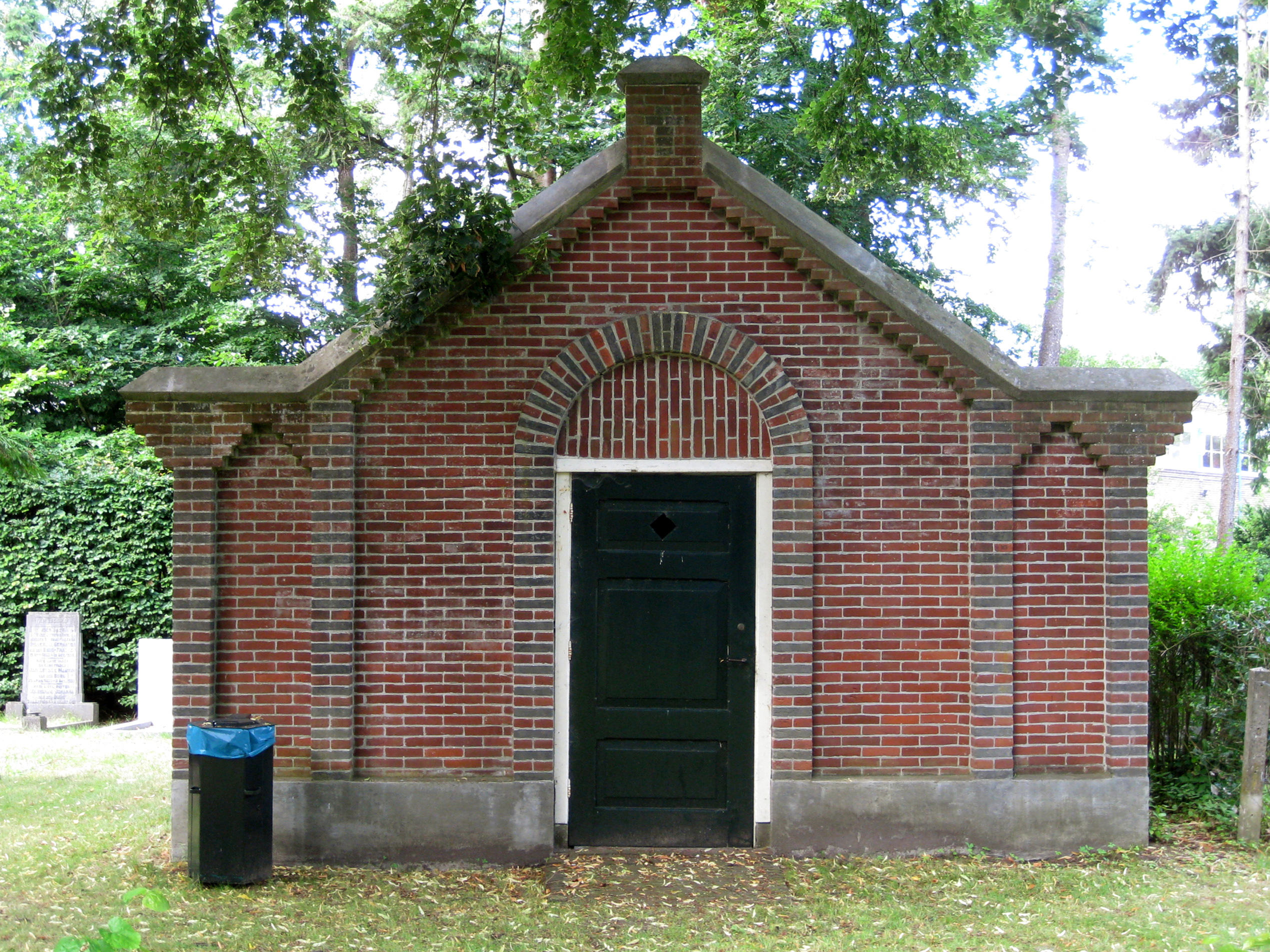
Baarhuisje, Rijksmonument
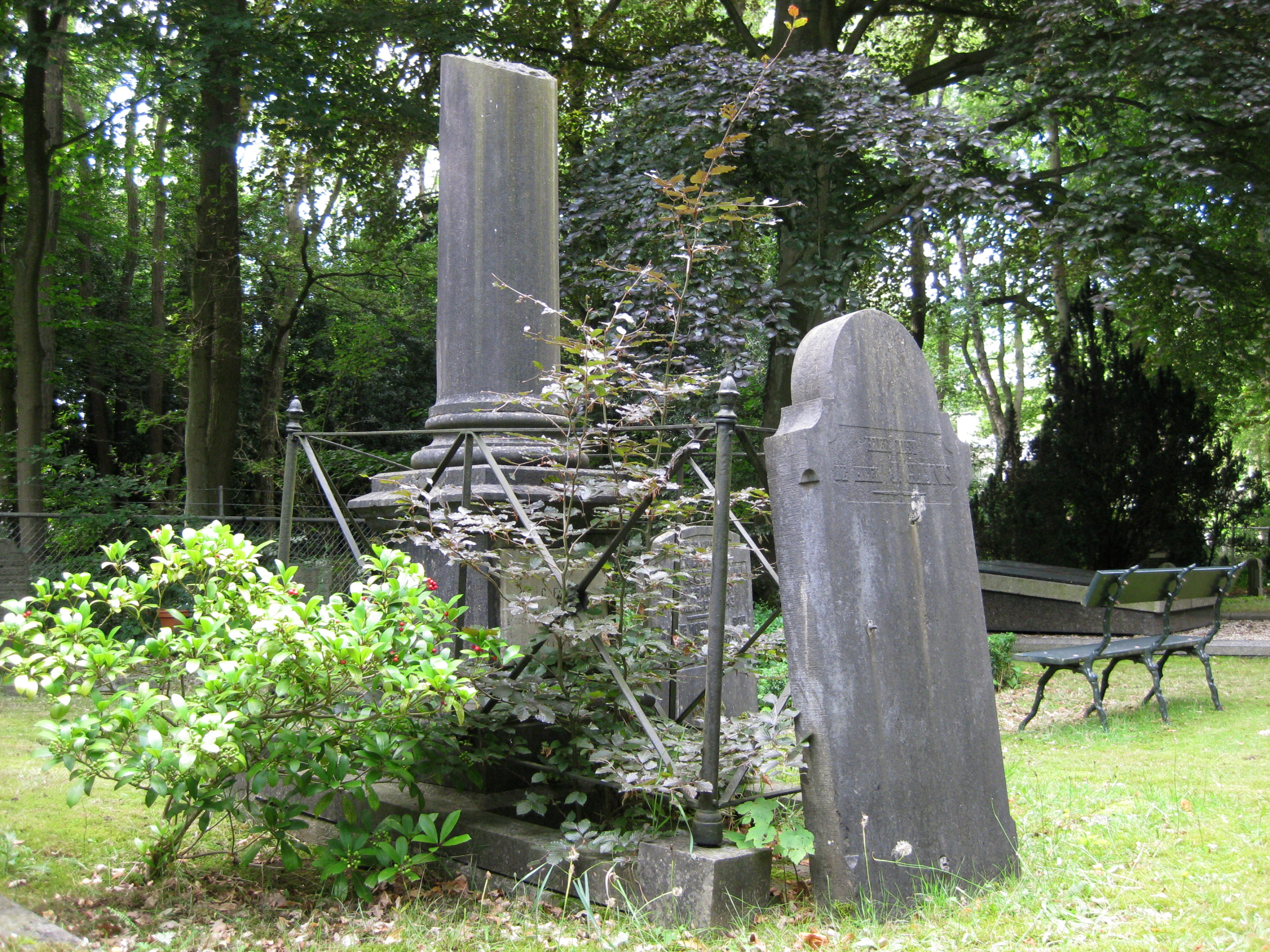
Graf G.C. Fabius
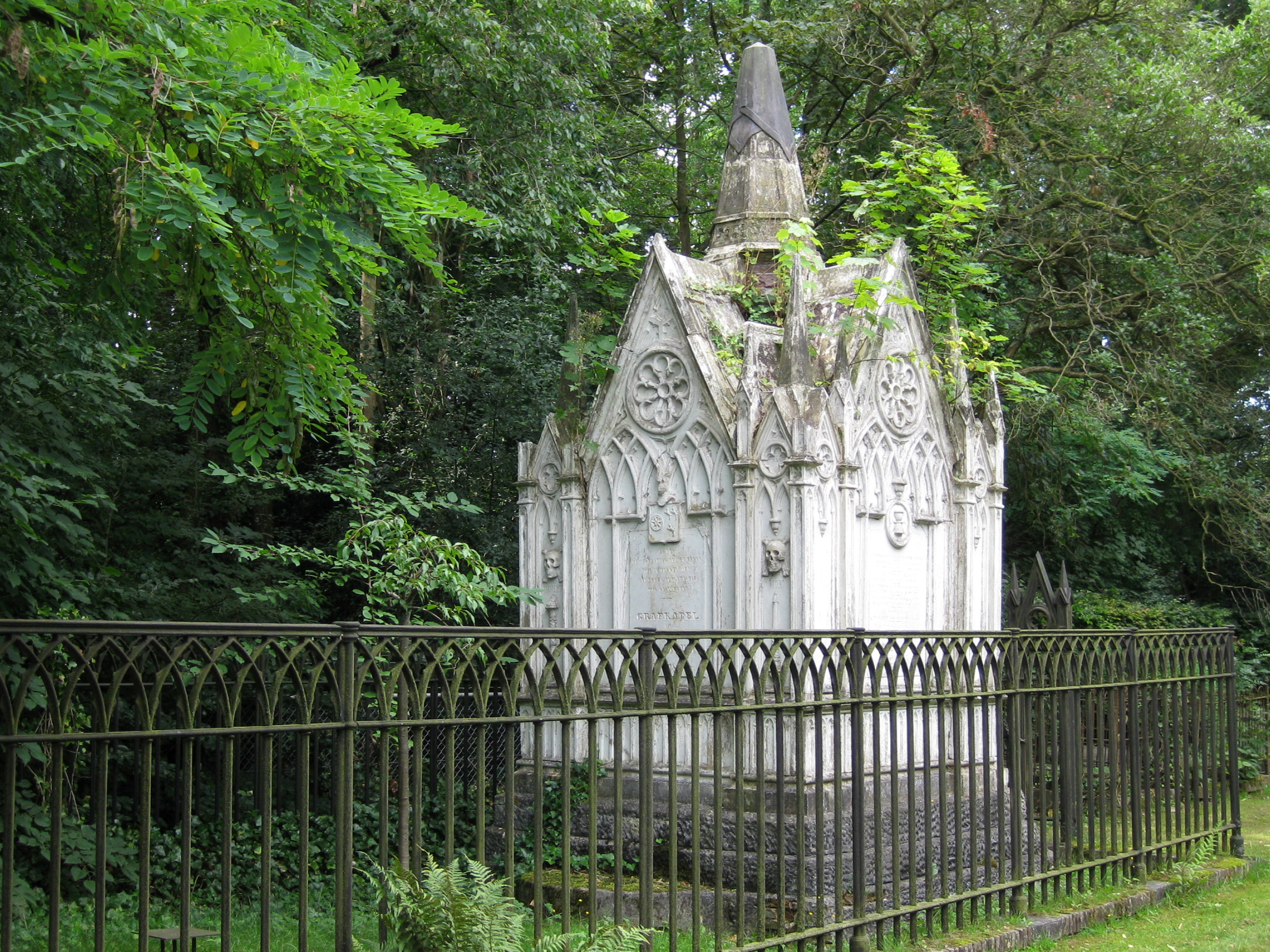
Graf Dudok van Heel
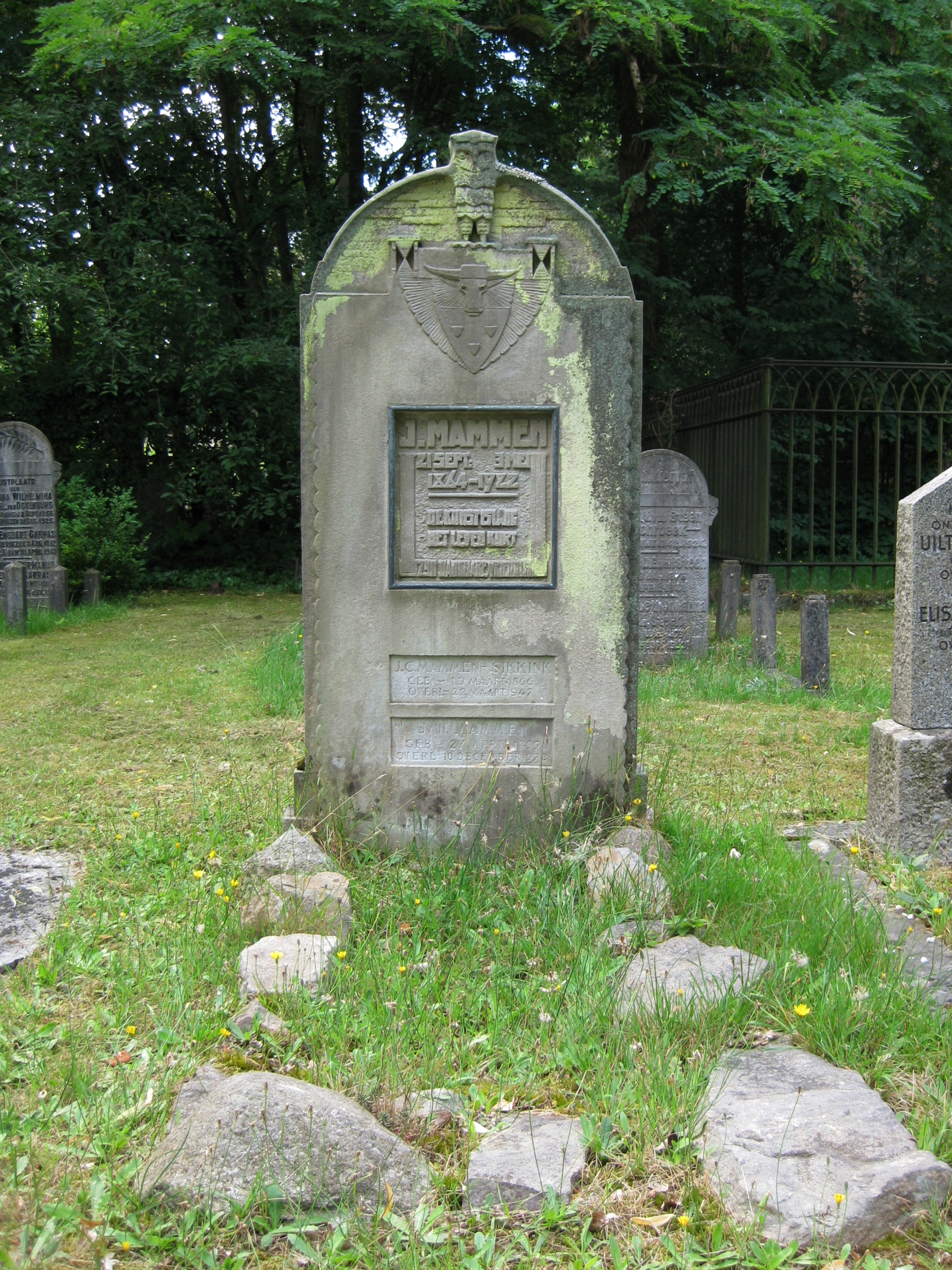
Graf J. Mammen
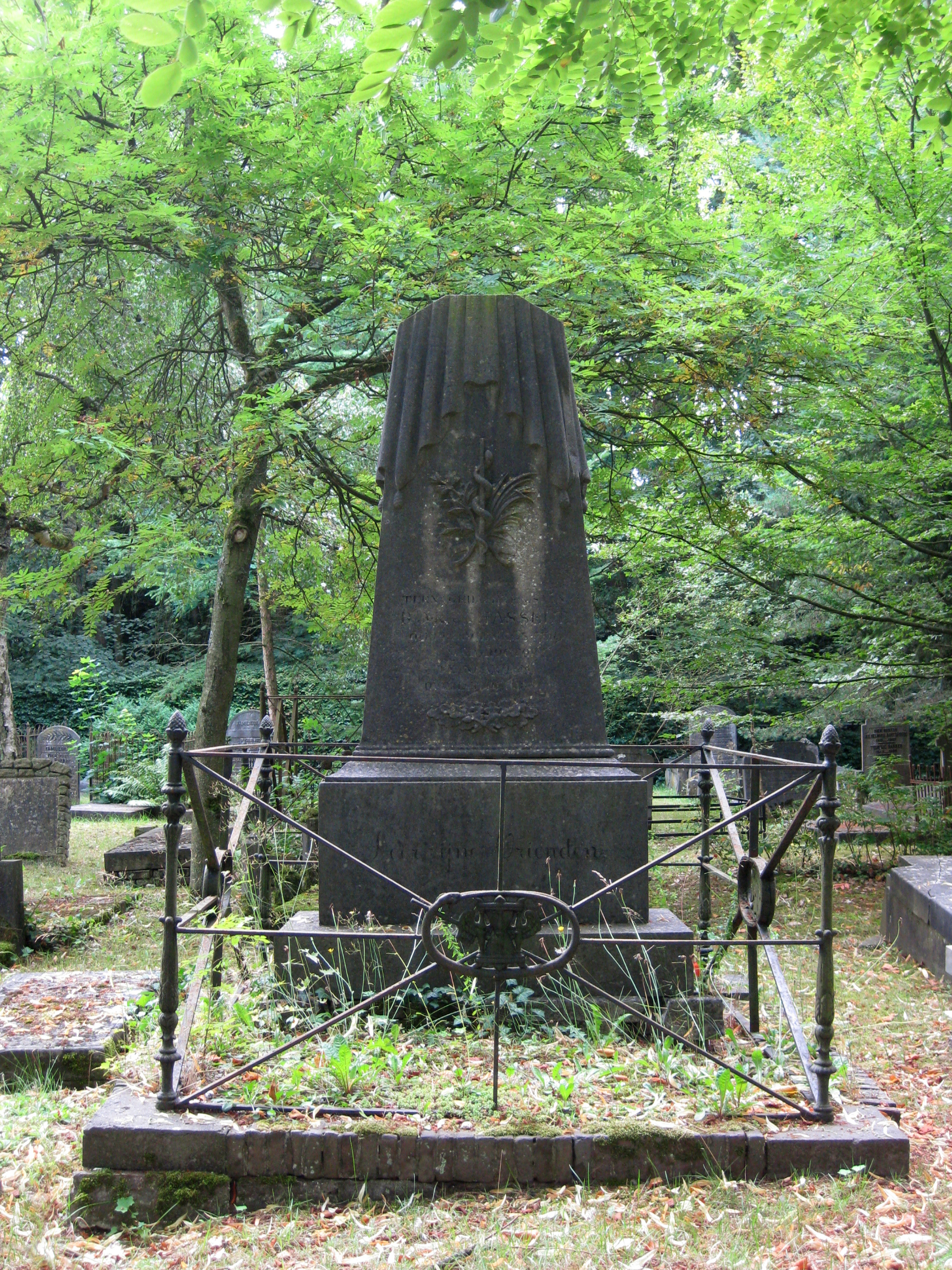
Graf B.J.R. van Hasselt
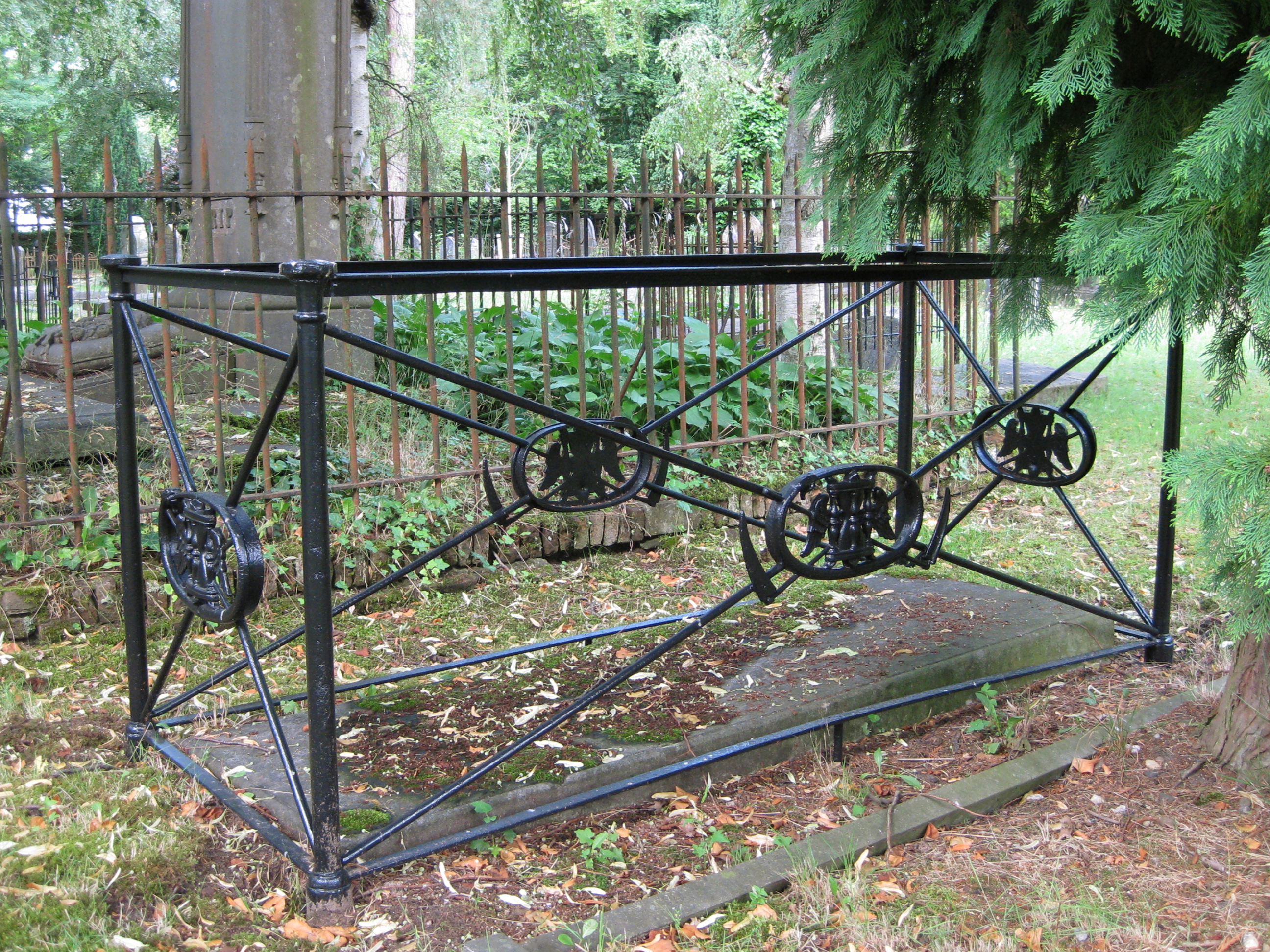
Graf Sierhekwerk
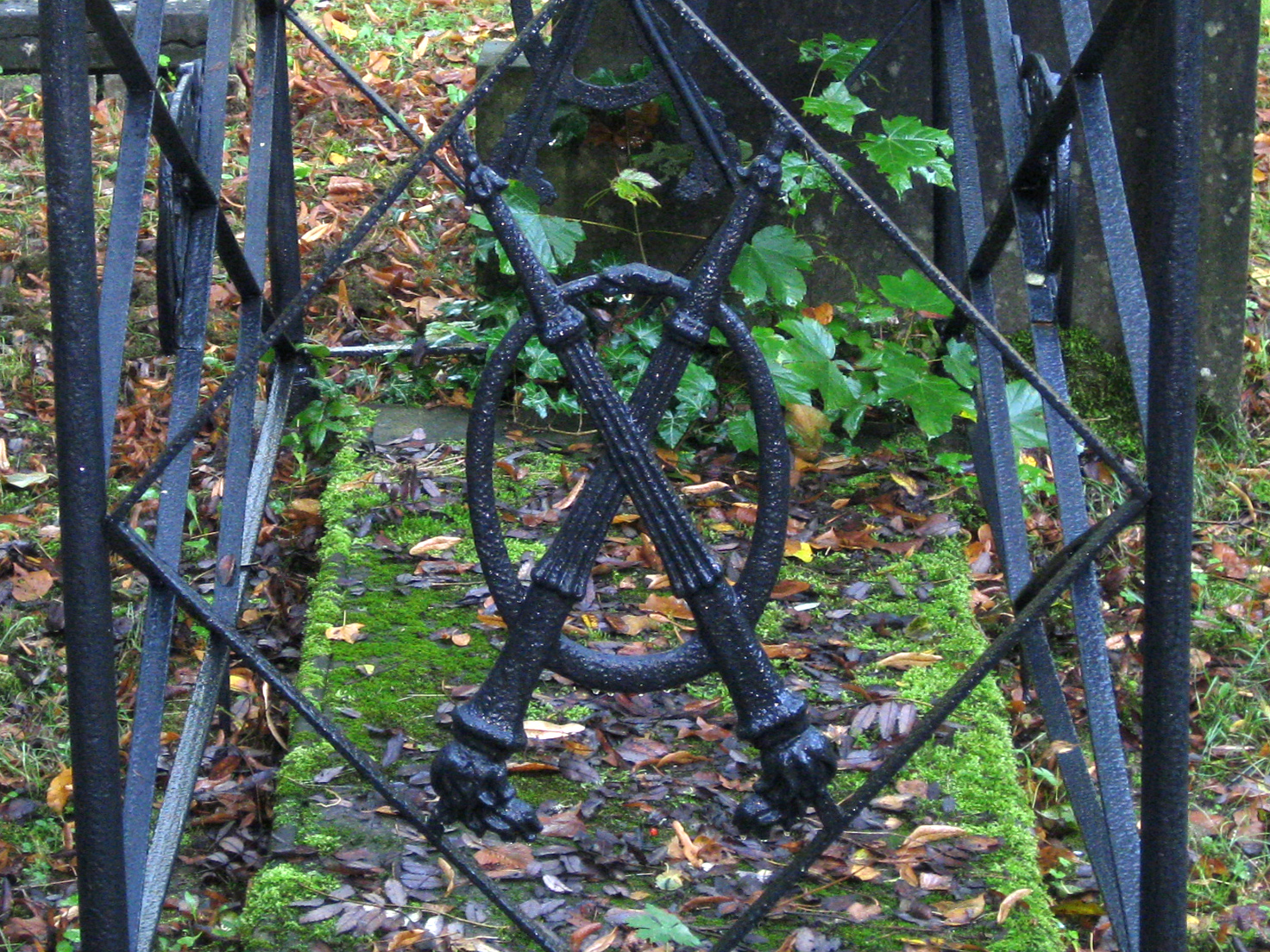
detail Sierhekwerk
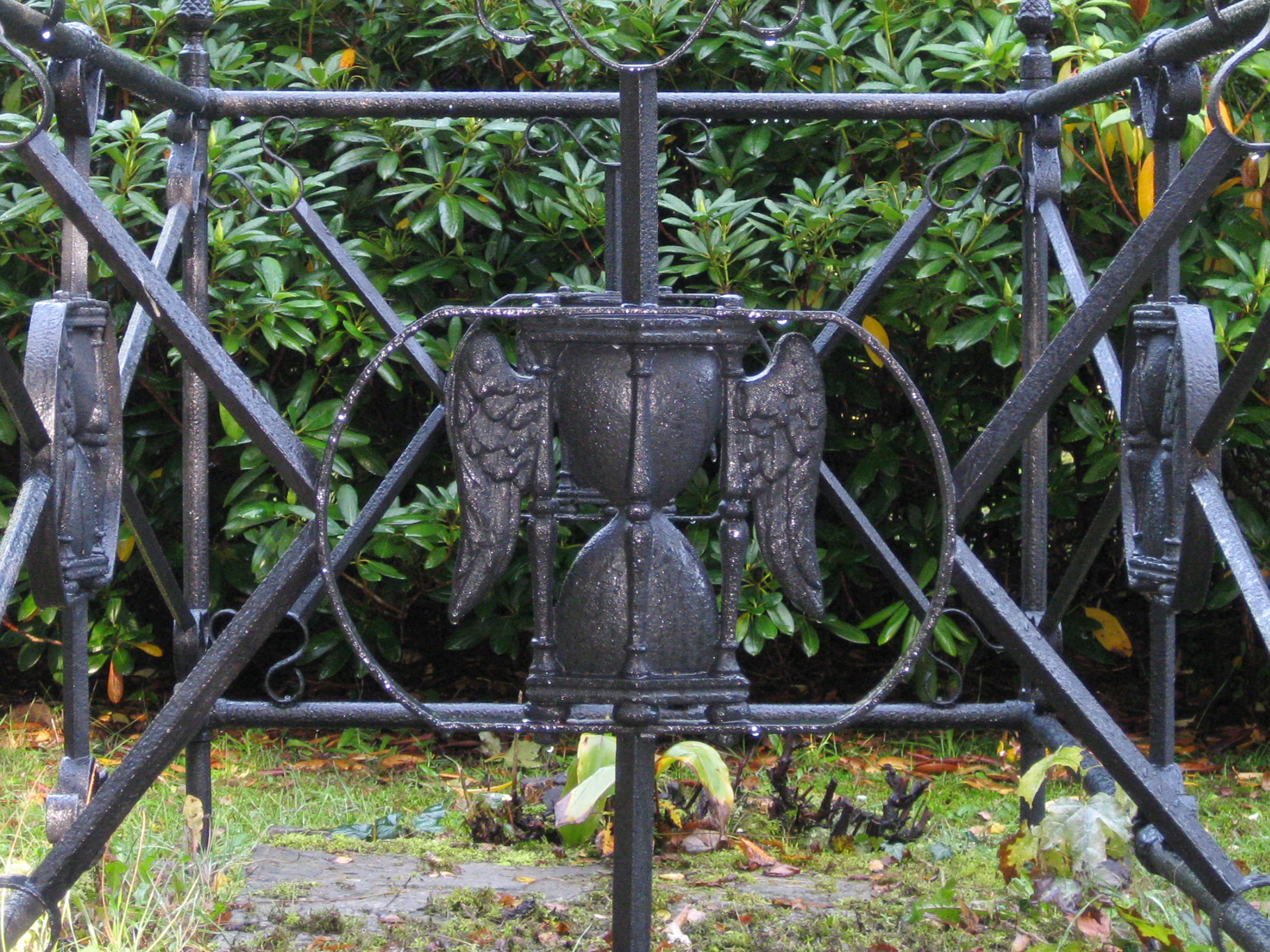
detail Sierhekwerk

## Trivia
In februari 2022 werd de begraafplaats genomineerd als een van de begraafplaatsen die zich hard heeft gemaakt voor funeriar erfgoed. Wat elk jaar door Stichting Terebinth gehouden wordt.